# L'Homme dont les bras sont des branches
Albums de Daran
Couvert de poussière Le monde perdu
L'homme dont les bras sont des branches est le septième album de Daran, sorti le 28 février 2012 au Québec et le 13 mai 2013 en Europe.
L'illustration de la pochette de l'album est un dessin du fils de la conjointe de Daran.

## Titres
1. Il y a un animal
2. Kennedy
3. Sur les quais
4. Où va la joie
5. La machine
6. Une caresse, une claque
7. L'homme dont les bras sont des branches
8. Merci qui
9. Phare du four
10. Le hall de l'hôtel
11. Pas peur